# Acantholycosa baltoroi
Acantholycosa baltoroi là một loài nhện trong họ Lycosidae.
Loài này thuộc chi Acantholycosa. Acantholycosa baltoroi được Lodovico di Caporiacco miêu tả năm 1935.